# Албина (Тревизо)
Албина (итал. Albina) је насеље у Италији у округу Тревизо, региону Венето.
Према процени из 2011. у насељу је живело 655 становника. Насеље се налази на надморској висини од 16 м.